# Fórmula Renault Plus
La Fórmula Renault Plus es una categoría argentina de automovilismo. Se trata de una categoría de monoplazas fundada en el año 2006, que fuera presentada como una opción zonal y más económica, respecto a la Fórmula Renault Argentina, principal categoría nacional de monoplazas. Tal como su nombre lo indica, es una divisional potenciada por la firma francesa Renault, la cual presta apoyo semioficial además de proveerla de impulsores, siendo estos del modelo Renault K4M de 1600 cc. que equipan entre otros al modelo de producción Renault Clio. Asimismo, la producción de los chasis que conforman el parque automotor de la categoría está a cargo del constructor argentino Tulio Crespi, quien pone a disposición de los competidores sus productos, denominados como Tulia 25 o Tulia 26.
Esta divisional fue presentada en el año 2006, como un complemento con proyección nacional de la Fórmula Renault Interprovincial, divisional que desarrollaba sus actividades entre las provincias de Córdoba y Santa Fe, luego de que a nivel nacional comenzase a descartarse de la Fórmula Renault Argentina, el uso de los chasis Crespi. A partir del año 2008, ambas divisionales fueron unificadas bajo el nombre de Fórmula Renault Plus. Su ámbito de competición es de carácter zonal e interprovincial, comprendiendo circuitos de las dos provincias mencionadas. Por sus filas pasaron pilotos que habiéndose consagrado campeones o no, han sabido destacarse en categorías superiores de automovilismo a nivel nacional. Su fiscalización está a cargo de la Comisión Deportiva de Automovilismo, del Automóvil Club Argentino, por intermedio de la Federación Regional de Automovilismo Deportivo de la Provincia de Córdoba (FRADC).

## Pilotos surgidos de la Fórmula Renault Plus
Varios pilotos argentinos, que han sabido destacarse en categorías de nivel nacional, han hecho escuela en la Fórmula Renault Plus. Es de destacar la participación de pilotos oriundos de diferentes provincias del país, que tomaron a esta categoría como una escala previa a su iniciación a nivel nacional, o bien, como una opción económica, respecto a la Fórmula Renault Nacional. 
Asimismo, su actividad está complementada con la realizada por su par, Fórmula Metropolitana, la cual se desarrolla en el ámbito de la Provincia de Buenos Aires. Entre sus más destacados pilotos figuran Francisco Viel Bugliotti (campeón 2006, con paso por las categorías TC 2000, Turismo Nacional y con campañas realizadas en Europa), Néstor Girolami (subcampeón 2006, con paso por el Turismo Carretera, Top Race V6 y campeón 2014 de Súper TC 2000), Esteban Sarry (campeón 2007 y con paso por el Turismo Nacional), Mario Gerbaldo (campeón 2008 y con paso por el TC 2000), Alan Castellano (campeón 2009 y con paso por el Top Race V6), Julián Santero (campeón 2010, campeón 2013 de Fórmula Renault Argentina y subcampeón 2013 de TC 2000) y Franco Girolami (campeón 2011 y campeón 2012 de TC 2000). 

### Otros pilotos
Otros volantes que supieran destacarse en esta categoría fueron Mauro Giallombardo (campeón 2012 de Turismo Carretera),  Facundo Ardusso (campeón 2009 de Fórmula Renault Argentina), Guido Falaschi (campeón 2008 de la FRA), Rodrigo Rogani (campeón 2011 de la FRA), Damián Fineschi, Carlos Javier Merlo (campeón 2012 de la FRA), Matías Muñoz Marchesi o Facundo Chapur (bicampeón 2012-13 de Turismo Nacional). 
Asimismo, esta categoría también fue muy utilizada para fomentar el deporte motor en el género femenino, dadas las participaciones de competidoras como Violeta Pernice, Julia Ballario, María José Lorenzatti o María Jimena Oviedo, entre otras.

## Campeones
| Año     | Campeón                  | Ref.        |
| ------- | ------------------------ | ----------- |
| 2006    | Francisco Viel Bugliotti |             |
| 2007    | Esteban Sarry            | [ 4 ] [ 5 ] |
| 2008    | Mario Gerbaldo           | [ 6 ] [ 7 ] |
| 2009    | Alan Castellano          | [ 8 ]       |
| 2010    | Julián Santero           | [ 9 ]       |
| 2011    | Franco Girolami          | [ 10 ]      |
| 2012    | Marcos Abratte           | [ 11 ]      |
| 2013    | Federico Cavagnero       | [ 12 ]      |
| 2014    | Ignacio Procacitto       | [ 13 ]      |
| 2015    | Martín Aimar             | [ 14 ]      |
| 2016    | Tadeo Vicente            | [ 15 ]      |
| 2017    | Mateo Polakovich         | [ 16 ]      |
| 2018    | Eduardo Moreno           | [ 17 ]      |
| 2019    | Tobías Martínez          | [ 18 ]      |
| 2020-21 | Ramiro Zago              | [ 19 ]      |
| 2022    | El campeón más viejo     | [ 20 ]      |